# Лебяжье (Каменский муниципальный округ)
Лебяжье — посёлок в Каменском районе Свердловской области России. Входит в Каменский муниципальный округ.
Ранее входил в состав Кисловского сельсовета Каменского района.

## География
Посёлок Лебяжье расположен в 20 километрах (по автодорогам в 31 километре) к северо-западу от города Каменска-Уральского, на северо-восточном берегу Лебяжьего озера.

## История
В 1926 году под руководством Перфилия Андреевича Горбунова был образован посёлок коммунаров. Было построено 17 дворов. К 1950 году посёлок был покинут жителями и прекратил существование. После Кыштымской аварии на старое место посёлка Лебяжье, были переселены жители села Тыгиш, попавшего под заражение. Новые дома и дворы были построены военно-строительным батальоном. Жители вошли в состав совхоза «Россия».

## Население
| 2002 | 2010 | 2021 |
| ---- | ---- | ---- |
| 171  | ↘132 | ↘129 |

Структура
По данным Всероссийской переписи населения 2002 года, русские составляли 94 % от общего числа жителей посёлка. По данным переписи населения 2010 года, в посёлке проживали 132 человека — 71 мужчина и 61 женщина.